# 多啦A夢族
《多啦A夢族》（中国大陆和台湾又译作，香港又译作）是一套多啦A夢和學生時代的六位同學為主題的系列，該系列最大的特色就是強調「友情」。
《多啦A夢族》原初自1995年4月7日推出的3DO遊戲軟體《多啦A夢 友情傳說多啦A夢族》（日语：ドラえもん 友情伝説ザ・ドラえもんズ），六位主角的設定為這部遊戲的原創人物；而這個設定方案後來經過原作者藤子·Ｆ·不二雄（藤本弘）採認為正式角色設定在電影《2112年多啦A夢誕生》登場，但基本上不會在原著登場。
1995年至2002年間，《多啦A夢族》系列以併映作品的方式做成動畫。該漫畫分為兩種版本，分別是由原案作者田中道明作畫的6冊《多啦A夢歷險記》和宮崎克編劇／三谷幸廣作畫的12冊《多啦A夢歷險記特別篇》，另加由三谷幸廣獨力完成的3冊《多啦A夢歷險記特別篇 機器人養成學校編》 （可視為《多啦A夢歷險記特別篇》的前傳）。
在2005年4月啟播的新版《多啦A夢》動畫中，以未來世界為背景或多啦A夢學生時代軼事並沒有包含「多啦A夢族」的出場設定，而被「帕瓦A夢」等黃色貓型機械人及其他新角色取代。官方對此並無任何公開說法。

## 故事簡介
多啦A夢族是多啦A夢和六位他在機器人學校裡的同學組成的組合，成員包括多啦A夢（日本）、哆啦小子（美國）、哆啦王（中國）、哆啦尼可夫（俄羅斯）、耶魯馬他哆啦（西班牙）、哆啦梅度三世（阿拉伯）及哆啦利鈕（巴西）。由於他們都在學校特別班求學，所以總被其他人「貶稱」為「倒數七人組」。
每位成員都代表其特性以及優缺點，吃銅鑼燒的方法和其餡料也不相同。

## 神奇法寶「好朋友通訊卡」
神奇法寶「好朋友通訊卡」（親友テレカ）是多啦A夢在某次校外教學中從傳說遺跡發誓所獲得的寶物。倘若其中一人有難，其他人一定在第一時間趕到他身在的位置出現並提供支援。他們可以齊心協力使用此卡片，在卡片閃閃發光下使力量成倍增加，以此克服困難。就算成員本人不在現場或受傷，其他非多啦A夢族的成員（例如哆啦美在多啦美&多啦A夢族 機械人學校七大奇異事件的情節）只要能發揮友誼之力，也能代為使用成員的友誼之卡來發揮力量。此外，也有人垂涎於這種力量，並渴望將其據為己有。

## 登場人物

### 多啦A夢族
多啦A夢（ドラえもん，日本）
- 其他譯名：、啦A夢【香港】、小叮噹【台灣】、哆啦A夢【台灣及中國大陸】
- 體色：藍色

在多啦A夢族中扮演召集人的角色，及有時候指揮多啦A夢族與敵人戰鬥。
多啦小子（ドラ・ザ・キッド，美國）
声優：鹽屋翼（友情傳說）→橫山智佐（1995年）→難波圭一（1996年以後作品）
- 其他譯名：（正文社《CO-CO!》、香港青文）【香港】、【台灣及中國大陸】；叮噹小子、基德叮噹、多啦基德【其他】
- 体色：黄色
- 主演：《多啦美&多啦A夢族 機械人學校七大奇異事件》、《多啦A夢族 生死時速火車大決戰》

小子拥有标准的西部牛仔开拓精神，喜欢冒险，风风火火，敢说敢做，嫉恶如仇。
天才快枪手，还精通西部套绳，格斗术也不弱。印象最深的是有一次他从狂奔的牛群不到1秒的空隙中全部命中敌人。作為安官助手，平时就是不断抓坏蛋，平日與保安官老爺爺及其孫女妮亞同居。
小子还很喜欢在毫无准备的情况下组织大家去玩，很多次都是他说「既然去玩就不要带法寶，带零食吧」而引出了麻烦。
小子的女朋友是哆啦美，两人在《机器人学校的七个不可思议事件》中相识（小子后来所使用的空气砲就是多啦美送给他的）。由于两个人都是急脾气，一点就着，所以见面时基本都是吵架。但多啦A梦说得好：「两人是越吵感情越深」。
是多啦A夢族中最果敢有勇氣的角色，具有領導者的風範和氣勢，行動派的個性讓他在隊伍中很搶眼，但處事不鎮定周密是最大弱點。他非常喜歡自己的牛仔裝扮，頭上的帽子有防電波的保護功能，曾保護他躲過不少危險。
小子有非常嚴重恐高症，使用竹蜻蜓时一定要有人拉着他。
神奇法寶都放在他的四維空間帽子中。
王多啦（王ドラ，中國）
声優：西原久美子（1995年）→林原惠（1996年以後的作品）
- 其他譯名：（正文社《CO-CO!》）、（香港青文）【香港】、【台灣及中國大陸】；【其他】
- 体色：棕色（动画版为橘红色）
- 主演：《多啦A夢族 奇異的甜品娜娜王國》

最大特点就是知识渊博，非常聪明，懂礼貌。以前在学校就属于优等生，其他六個在機器人學校中的表現一塌糊塗。他丰富的知识在冒险中常能使大家化险为夷，而且遇事最冷静的也往往是他。且擁有一身好功夫，还很虚心好学，总是到各种时空或用工具创造修炼机会。
缺点是十分容易沮丧，一旦失败或自己的优秀方面受到质疑，就会垂下耳朵一蹶不振。對於異性，而他的反应多半是：在女孩前根本说不出话，有时在地上打滚、有时面红耳赤地逃走。
大部分的時候個性很和善，但有時也會對他人冷嘲熱諷、並露出奸笑（同時也是最搞笑的一面）；常常和耶魯馬他多啦吵架，進而大打出手。
偶像是黃飛鴻和李小龍。
神奇法寶都放在他的四維空間袖子中。
多啦尼考夫（ドラニコフ，苏联〖苏俄〔美蘇冷戰時期〕〗→俄羅斯）
声優：（1995年）→樓井敏治（1996年以後的作品）
- 其他譯名：（正文社《CO-CO!》）、（香港青文）【香港】、【台灣及中國大陸】；【其他】
- 体色：茶色
- 主演：《多啦A夢族 機械昆蟲大作戰》

如谜一般沉默寡言，唯一发出的声音就是「嗯嗯」、「呜呜」和「嗷--」，其他要表达的都是写在纸上。
原是个靠"狼人系列"出名的电影演员，后来过气了，在没名的胖虎导演手下打杂，然而由于多啦A夢族其他成員的帮忙和误打误撞，再次變成一線演員。
尼可夫是个慢性子，习惯在后面默默无闻地帮助别人，因此在異性戀愛中他总是扮演忍痛割爱的角色，为喜歡的人牺牲。在動畫版的學生時代設定是與同學小桃互有好感，但漫畫版則設定為喜歡新人歌手妮娜。
尼可夫雖生活在冰天雪地的西伯利亞（俄羅斯），但卻十分怕冷。
神奇法寶都放在他的四維空間圍巾中。
艾·馬達多啦（エル・マタドーラ，西班牙）
声優：伊倉一恵（1995年）→津久井教生（1996年）→中尾隆聖（1997年以後的作品）
- 其他譯名：（正文社《CO-CO!》）、（香港青文《多啦A夢歷險記》）、（香港青文彩色電影版）【香港】、【台灣及中國大陸】
- 体色：紅色
- 主演：《多啦A夢族 奇異的甜品娜娜王國》

是富有热情的艺术家型花花公子，出场始终不忘玫瑰，但桃花運也十分差。
很爱玩，情绪不稳定，总之是个典型的西班牙浪漫斗牛士。在工作的烤肉店常因为做事毛躁的性格，总是打碎盘子。
马他多啦技能是斗牛，一直是使用回避斗篷，但真正強項是剑术，他在当地的另一个身份就是「快杰多啦」，在穷人们有麻烦时蒙面出来帮助他们。知道他这个身份的只有餐厅老闆女兒卡魯美。
马他多啦的缺点是睡得快，睡得死（和大雄很类似），甚至能浮在水上睡。在漫畫中馬他多啦曾經在西班牙的海邊睡覺，然後隨著水流飄流到巴西，被多啦利钮以為他淹死了。
和王多啦是死对头，经常和他一起出场。
神奇法寶都放在百寶袋中。
多啦默德三世（ドラメッドIII世，沙特阿拉伯）
声優：佐藤正治
- 其他譯名：（正文社《CO-CO!》）、（香港青文《多啦A夢歷險記》）、（香港青文彩色電影版）【香港】、【台灣及中國大陸】
- 體色：粉紅色
- 主演：《多啦A夢族 怪盜多啦賓 神秘的挑戰書》

通稱多啦梅度。常常自稱為「我輩」、「俺」、「吾」。说话时常用「……～」句尾。
多啦梅度三世表面看起来很随意懒散，但在调查方面十分有天赋。平时脾气很好，善良爱帮助人，一旦生气就会变成巨人，造成大规模破坏（毁坏建筑，甚至吹跑台风什么的）。
给人的印象似乎很富有，但僅只是領雇主的固定薪水，資產不多，至今仍在不懈地为自己「给沙漠孩子建一座水上遊樂園」的梦想努力存钱。
能操纵包括飞毯在内的各种魔法，必杀技是霹雷，尤其是塔罗牌算命非常准确（可惜他从大巫师梅林手里拿到的那副牌，最后被怪盗多啦邦偷去作纪念品了），但有時候卻失敗了(有一次王多啦在教阿恰功夫時用力過度，他用咒語變走王多啦後卻誤中副車，踢傷正在吃铜锣烧的多啦A夢)。
多啦梅度三世怕水就像多啦A梦怕老鼠一样严重，游泳当然不会，泼到水就吓得晕过去。
神奇法寶都放在他的四維空間神燈中。
多啦尼奧（ドラリーニョ，巴西〔與哆啦A夢幾乎同一時代〕）
声優：鈴木三枝（2000年之後的作品改名為「一龍齋貞友」）
- 其他譯名：（正文社《CO-CO!》）、（香港青文《多啦A夢歷險記》）、（香港青文彩色電影版）【香港】、【台灣及中國大陸】
- 体色：黄綠色

主演：《多啦A夢族 怪盜多啦賓 神秘的挑戰書》、《哆啦A夢七小子GOAL!GOAL!GOAL!!》
口頭禪：啊~我想起來了
多啦利钮的性格单纯之极，像小孩一样爱恶作剧。
球技超群，尤其是弧线球，跑步神速，听觉也灵敏。有一支11只迷你多啦组成的足球队。
造型上，胸前本應該是鈴鐺的地方是一個足球。當生氣的時候，胸前的足球會變成鈴鐺，一旦不生氣了就會復原。
多啦利钮缺点是患有非常严重的健忘症，因他脑袋上的一颗螺丝掉了所以不认识字，甚至連自己名字也忘記了。没有女朋友（一见钟情後转身就忘了人家叫什么），而且行为很脱线，总是以斗鸡眼形象出现，经常做出让其他猫哭笑不得或无法解释的诡异事情。
神奇法寶都放在百寶袋中。

### 相關人物

#### 常駐角色
寺尾台校長（寺尾台校長，英譯：Principal Teraodai）
聲優：永井一郎、高戶靖廣（2007）
其他譯名：寺尾台博士（出自《2112年多啦A夢誕生》彩色映畫版）
機器人養成學校校長，其曾祖父為當時大雄所在之原作時代小學生，也是日後被世人尊稱為「猫型機器人之父」的機器貓發明者——寺尾台廣（寺尾台ヒロシ）博士。他本人則出生於五兄弟家族，其中有個弟弟擔任海底城市市長，還有一個侄子。
愛開玩笑但城府極深的八字鬍光頭，雖然多啦A夢族的成員成績吊車尾，但很信任其處事能力，經常委託畢業生多啦A夢族來幫他進行各種活動。後來在多部附篇電影與原創動畫中出現，進入水田版後也在多部發生在未來的原創故事登場。
多啦美
- 其他譯名：啦美【香港】、哆啦美【台灣及中國大陸】

多啦A夢妹妹、多啦小子女友。
野貓妙子（ノラミャー子）
声優：皆口裕子、野中藍
多啦A夢學生時代的機器人同伴之一，多啦A夢暗戀對象之一。
在原作中描述中，原為多啦A夢的交往對象，但因嘲笑多啦A夢失去耳朵的樣子而決裂。不過在《2112年多啦A夢誕生》的版本以後，描述已經和多啦A夢和好，現在是在二十二世紀工作的舞孃。大山版與水田版設定樣貌不同。
江户
声優：二又一成
其他譯名：艾德（出自多啦A夢彩色映畫版）、安德（香港正文社《CO-CO!》連載版本）
多啦小子拍檔的白馬型機器人。
会飛行也会說話，操一口關西腔。與普通的馬一樣喜歡紅蘿蔔。
咪咪子（ミミ子）
護士型機器人，多啦王女朋友。在動畫版沒有出場。
平常非常溫柔，但當見到王多啦在其他女孩面前害羞的時候就會發怒。
小桃
聲優：川上倫子
多啦A夢學生時代同伴之一。高中機器人少女。起初，她和朋友們取笑哆啦尼科夫，但在與不良少年機器人糾纏時，被哆啦尼考夫救下後，她成為他的女朋友。
阿奇默夫博士（Dr.アチモフ）
声優：銀河万丈
本系列的主要反派。野心征服世界的科學家，垂涎於友誼之卡的力量，渴望將其據為己有。

#### 電影單元角色
多啦賓（ドラパン，法國）
聲優：神谷明
- 其他譯名：（正文社《CO-CO!》）、（香港青文）【香港】、【台灣及中國大陸】
- 顏色:紫色

《多啦A夢族　怪盜多啦賓　神秘的挑戰書》的主角，因阿奇默夫博士的指使與多啦A夢族展開對抗。
帽子擁有防電波功能。
傑多啦（ジェドーラ，意大利）
声優：山寺宏一
- 其他譯名：（香港青文）【香港】、【台灣及中國大陸】
- 顏色：橙色

《多啦A夢族 奇異的甜品娜娜王國》的主角，是多啦A夢學生時代的機器人同伴之一，為參加點心王國大賽求助於多啦A夢族。
咪咪咪（ミミミ）（又譯：绵绵）
聲優：佐久間玲
其他譯名：绵绵（出自多啦A夢歷險記）;美美（出自多啦A夢彩色映畫版）
被阿奇默夫软禁在其空中研究所的法國少女，是多啦邦的好朋友。
蜂蜜公主（ハニー姫）
聲優：丹下櫻
砂糖國王（富田耕生配音）與砂糖王后（一城美由希配音）的女兒。由於父母的多次爭吵，她不再微笑，但在吃了哆啦A夢族製作的“全宇宙最好吃的鮮奶油銅鑼燒”後，又恢復了笑容。
羅賓
聲優：白鳥由里
追隨祖父的腳步成為火車車員的女孩。由於她通常將頭髮隱藏在帽子下並穿著背帶褲，因此很容易被誤認為是男孩。當阿奇默夫博士的陰謀導致停電時，其任務是運送僅存的能量膠囊。擅長用力踩對手的腳，起初多啦小子因為侮辱了她心愛的火車（羅可）而踩他，但雙方之後和解。最後她親吻了多啦小子，讓他感到害羞。影片最後她也展示了自己的連身裝。
皮諾
聲優：南央美
狗形機器人，是守護太空國和平與安全的見習保全。膽小，常常躲在房間的角落。腰間的棍棒就是他的武器。對抗因自己的錯誤而引入的太空病毒。
達地13號（ダディ13号）
聲優：納谷悟朗
一台章魚形狀的巨型電腦，有控制著學校的功能。多啦美在機器人學校就讀期間，被變成了一台像烏賊一樣的電腦取代，名為「媽咪14號」（マミィ14号，池田昌子配音），然而由於氣象衛星事故中，發生的閃電而重新啟動，並與吸塵器機器人和其他舊型機器人一起失去控制，但在哆啦A夢族電話卡的力量下恢復正常。事件解決後，他與媽咪14號建立了相親相愛的關係，並開始一起管理學校。
不良少年機器人（タガメロボ）
聲優：綠川光、岩永哲哉、不明
劫持了多啦尼考夫和水蠆機器人作為人質，但他們被艾·馬達多啦、王多啦和多啦尼奧的全力攻擊被打飛。
尼加尼加（ニガニガ）
聲優：岩田光央
他為了自己的勝利，對參與者做出了各種各樣的欺騙行為。然而，他被哆啦A夢族的點心擊敗，最後被迷你哆啦足球隊和他引以為傲的UFO射飛，掉進河裡。

## 書籍資訊

### 出版書籍

#### 多啦A夢歷險記
| 集數 | 小學館         | 小學館             | 青文出版社   | 青文出版社             |
| 集數 | 發售日期       | ISBN               | 發售日期     | ISBN                   |
| ---- | -------------- | ------------------ | ------------ | ---------------------- |
| 1    | 1995年12月16日 | ISBN 4-09-142401-5 | 2002年4月1日 | ISBN 978-957-509-159-0 |
| 2    | 1996年3月28日  | ISBN 4-09-142402-3 | 2002年5月1日 | ISBN 978-957-509-199-6 |
| 3    | 1997年4月25日  | ISBN 4-09-142403-1 | 2002年6月1日 | ISBN 978-957-509-237-5 |
| 4    | 1998年3月29日  | ISBN 4-09-142404-X | 2002年7月1日 | ISBN 978-957-509-265-8 |
| 5    | 1999年3月27日  | ISBN 4-09-142405-8 | 2002年8月1日 | ISBN 978-957-509-317-4 |
| 6    | 2001年3月28日  | ISBN 4-09-142406-6 | 2002年9月1日 | ISBN 978-957-509-332-7 |

#### 多啦A夢歷險記 特別篇
本篇
| 集數 | 小學館         | 小學館             | 青文出版社     | 青文出版社         |
| 集數 | 發售日期       | ISBN               | 發售日期       | ISBN               |
| ---- | -------------- | ------------------ | -------------- | ------------------ |
| 1    | 1996年12月16日 | ISBN 4-09-149301-7 | 2002年10月7日  | ISBN 957-509-360-7 |
| 2    | 1996年12月16日 | ISBN 4-09-149302-5 | 2002年11月7日  | ISBN 957-509-406-9 |
| 3    | 1997年7月28日  | ISBN 4-09-149303-3 | 2002年12月2日  | ISBN 957-509-432-8 |
| 4    | 1998年6月28日  | ISBN 4-09-149304-1 | 2003年1月2日   | ISBN 957-509-451-4 |
| 5    | 1998年7月28日  | ISBN 4-09-149305-X | 2003年2月15日  | ISBN 957-509-479-4 |
| 6    | 1999年6月28日  | ISBN 4-09-149306-8 | 2003年3月25日  | ISBN 957-509-492-1 |
| 7    | 1999年9月28日  | ISBN 4-09-149307-6 | 2003年4月25日  | ISBN 957-509-510-3 |
| 8    | 2000年6月28日  | ISBN 4-09-149308-4 | 2003年5月30日  | ISBN 957-509-523-5 |
| 9    | 2000年11月28日 | ISBN 4-09-149309-2 | 2003年6月30日  | ISBN 957-509-552-9 |
| 10   | 2002年1月28日  | ISBN 4-09-149310-6 | 2003年8月15日  | ISBN 957-509-590-1 |
| 11   | 2002年8月28日  | ISBN 4-09-149691-1 | 2003年11月5日  | ISBN 957-509-628-2 |
| 12   | 2002年9月28日  | ISBN 4-09-149692-X | 2003年12月15日 | ISBN 957-509-644-4 |

機器人學校篇
| 集數 | 小學館        | 小學館             |
| 集數 | 發售日期      | ISBN               |
| ---- | ------------- | ------------------ |
| 1    | 1999年5月28日 | ISBN 4-09-149531-1 |
| 2    | 2000年9月28日 | ISBN 4-09-149532-X |
| 3    | 2003年1月28日 | ISBN 4-09-149533-8 |

## 遊戲
- 「多啦A夢 友情傳說多啦A夢族」（1995年發售、3DO）

## 動畫

### 電視動畫特別篇
- 多啦A夢族 神秘聖誕大作戰！（ザ☆ドラえもんズ ミステリーＸ’マス大作戦！，1996年12月21日）
- 多啦A夢族 機械人學校同學會 巨型蛋糕失蹤事件（ザ☆ドラえもんズ ロボット学校同窓会 巨大ケーキ纷失事件，1999年）

### 電影版併映作品
- 2112年多啦A夢誕生（1995年）
- 多啦美&多啦A夢族 機械人學校七大奇異事件（1996年）
- 多啦A夢族 怪盜多啦賓 神秘的挑戰書（1997年）
- 多啦A夢族 機械昆蟲大作戰（1998年）
- 多啦A夢族 奇異的甜品娜娜王國（1999年）
- 多啦A夢族 生死時速火車大決戰（2000年）
- 多啦美&多啦A夢族 宇宙樂園千鈞一髮！（2001年）
- 哆啦A夢七小子GOAL!GOAL!GOAL!!（2002年）